# 51 Эридана
51 Эридана (лат. 51 Eridani, c Eridani) — звезда в созвездии Эридана. Находится на расстоянии 95,8 световых лет от Солнца. Вокруг звезды обращается, как минимум, одна планета.

## Характеристики
51 Эридана — молодая звезда возрастом около 20 миллионов лет.. Это жёлто-белый субгигант, имеющий массу, равную 1,75 массы Солнца, и светимость — 85% светимости Солнца. Температура поверхности звезды составляет приблизительно 7331 кельвинов. 51 Эридана принадлежит к движущейся группе звёзд β Живописца, члены которой объединены между собой общими направлением движения и происхождением.

## Планетная система
В 2015 году в системе 51 Эридана группой астрономов была открыта планета 51 Эридана b, похожая на Юпитер на ранней стадии его формирования. Учёным удалось напрямую сделать её снимки с помощью телескопов обсерватории Кек, расположенной на острове Гавайи, США. Спектральный анализ показал, что планета намного "краснее", чем у похожих на неё коричневых карликов. Эффективная температура планеты составляет 605–737 кельвинов.